# یواس‌اس چارلز کرول (ای‌پی‌ای-۲۸)
یواس‌اس چارلز کرول (ای‌پی‌ای-۲۸) (به انگلیسی: USS Charles Carroll (APA-28)) یک کشتی بود که طول آن 491 ft بود. این کشتی در سال ۱۹۴۲ ساخته شد.